# 22. Tony-gála
A 22. Tony-gála az 1967/1968-as szezon legjobb Broadway színházi alakításait értékelte. A díjátadót 1968. április 21-én tartották a New York-i Shubert Theatreben, a műsor házigazdái Angela Lansbury és Peter Ustinov voltak. A gálát az NBC televízióadó közvetítette élőben.

## Győztesek és jelöltek
A nyertesek félkövérrel jelölve.
| Legjobb színdarab | Legjobb musical |
| --- | --- |
| - Rosencrantz és Guildenstern halott – Tom Stoppard - Tojás Joe halálának egy napja – Peter Nichols - Hotel Plaza – Neil Simon - Alku – Arthur Miller | - Hallelujah, Baby! - The Happy Time - How Now, Dow Jones - Illya Darling |
| Legjobb férfi főszereplő színdarabban | Legjobb női főszereplő színdarabban |
| - Martin Balsam – You Know I Can't Hear You When the Water's Running (További szereplők) - Albert Finney – Tojás Joe halálának egy napja (Bri) - Milo O'Shea – Staircase (Harry C. Leeds) - Alan Webb – Sohasem énekeltem az apámnak (Tom Garrison)                                    | - Zoe Caldwell – Miss Jean Brodie virágzása (Jean Brodie) - Colleen Dewhurst – A költő és üzlete (Sara) - Maureen Stapleton – Hotel Plaza (További szereplők) - Dorothy Tutin – Portrait of a Queen (Victoria)              |
| Legjobb férfi főszereplő musicalben | Legjobb női főszereplő musicalben |
| - Robert Goulet – The Happy Time (Jacques Bonnard) - Robert Hooks – Hallelujah, Baby! (Clem) - Tony Roberts – How Now, Dow Jones (Charley) - David Wayne – The Happy Time (Grandpere Bonnard)                                                                                          | - Patricia Routledge – Darling of the Day (Alice Challice) - Leslie Uggams – Hallelujah, Baby! (Georgina) - Melína Merkúri – Illya Darling (Illya) - Brenda Vaccaro – How Now, Dow Jones (Cynthia Pike)                     |
| Legjobb férfi mellékszereplő színdarabban | Legjobb női mellékszereplő színdarabban |
| - James Patterson – A születésnap (Stanley) - Paul Hecht – Rosencrantz és Guildenstern halott (A játékos) - Brian Murray – Rosencrantz és Guildenstern halott (Rosencrantz) - John Wood – Rosencrantz és Guildenstern halott (Guildenstern)                                            | - Zena Walker – Tojás Joe halálának egy napja (Sheila) - Pert Kelton – Spofford (Mrs. Punck) - Ruth White – A születésnap (Meg) - Eleanor Wilson – Weekend (Mrs. Andrews)                                                   |
| Legjobb férfi mellékszereplő musicalben | Legjobb női mellékszereplő musicalben |
| - Hiram Sherman – How Now, Dow Jones (Wingate) - Scott Jacoby – Golden Rainbow (Ally) - Nikos Kourkoulos – Illya Darling (Tonio) - Michael Rupert – The Happy Time (Bibi Bonnard) | - Lillian Hayman – Hallelujah, Baby! (Momma) - Geula Gill – The Grand Music Hall of Israel (További szereplők) - Julie Gregg – The Happy Time (Laurie Mannon) - Alice Playten – Henry, Sweet Henry (Lillian 'Lili' Kafritz) |
| Legjobb színdarabrendező | Legjobb musicalrendező |
| - Mike Nichols – Hotel Plaza - Michael Blakemore – Tojás Joe halálának egy napja - Derek Goldby – Rosencrantz és Guildenstern halott - Alan Schneider – You Know I Can't Hear You When the Water's Running                                                                             | - Gower Champion – The Happy Time - George Abbott – How Now, Dow Jones - Jules Dassin – Illya Darling - Burt Shevelove – Hallelujah, Baby!                                                                                  |
| Legjobb színdarabproducer | Legjobb musicalproducer |
| - David Merrick Arts Foundation – Rosencrantz és Guildenstern halott | - Albert Selden, Hal James, Jane C. Nusbaum, Harry Rigby – Hallelujah, Baby! |
| Legjobb eredeti zene | Legjobb koreográfia |
| - Hallelujah, Baby! – Jule Styne (zene), Betty Comden, Adolph Green (dalszöveg) - How Now, Dow Jones – Elmer Bernstein (zene), Carolyn Leigh (dalszöveg) - Illya Darling – Manos Hadjidakis (zene), Joe Darion (dalszöveg) - The Happy Time – John Kander (zene), Fred Ebb (dalszöveg) | - Gower Champion – The Happy Time - Michael Bennett – Henry, Sweet Henry - Kevin Carlisle – Hallelujah, Baby! - Onna White – Illya Darling                                                                                  |
| Legjobb díszlettervezés | Legjobb jelmeztervezés |
| - Desmond Heeley – Rosencrantz és Guildenstern halott - Boris Aronson – Alku - Robert Randolph – Golden Rainbow - Peter Wexler – The Happy Time | - Desmond Heeley – Rosencrantz és Guildenstern halott - Jane Greenwood – A költő és üzlete - Irene Sharaff – Hallelujah, Baby! - Freddy Wittop – The Happy Time                                                             |

### Különdíjak
- Audrey Hepburn
- Carol Channing
- Pearl Bailey
- David Merrick
- Maurice Chevalier
- APA-Phoenix Theatre
- Marlene Dietrich

## Előadott számok
- Golden Rainbow ("Twenty-Four Hours a Day");
- The Happy Time ("The Happy Time"/"A Certain Girl" - Robert Goulet, David Wayne, Michael Rupert)
- Hegedűs a háztetőn ("[Matchmaker, Matchmaker" - Tanya Everett, Bette Midler, Mimi Turque)
- Kabaré ("Cabaret" - Jill Haworth)
- La Mancha lovagja ("The Impossible Dream" - David Atkinson)
- Hello, Dolly! ("Put on Your Sunday Clothes"/"So Long, Dearie" - Pearl Bailey)
- How Now, Dow Jones ("Step to the Rear" - Tony Roberts)
- Hallelujah, Baby! ("Smile, Smile" - Leslie Uggams, Lillian Hayman, Robert Hooks)

## Műsorvezetők
A gálán az alábbi műsorvezetők működtek közre:
- Anne Bancroft
- Shirley Booth
- Art Carney
- Trudy Carson
- Diahann Carroll
- Carol Cole
- Sandy Dennis
- Audrey Hepburn
- Jerry Herman
- Anne Jackson
- Alan King
- Groucho Marx
- Liza Minnelli
- Paul Newman
- Gregory Peck
- Harold Prince
- Tony Randall
- Eli Wallach
- Joanne Woodward

## Fordítás
- Ez a szócikk részben vagy egészben  a(z)   22nd Tony Awards című angol Wikipédia-szócikk fordításán alapul.  Az eredeti cikk szerkesztőit annak laptörténete sorolja fel. Ez a jelzés csupán a megfogalmazás eredetét és a szerzői jogokat jelzi, nem szolgál a cikkben szereplő információk forrásmegjelöléseként.